# Боргето (Павија)
Боргето је насеље у Италији у округу Павија, региону Ломбардија.
Према процени из 2011. у насељу је живело 80 становника. Насеље се налази на надморској висини од 76 м.